# Larry Hedges
Larry V. Hedges – amerykański statystyk i badacz edukacyjny, profesor Northwestern University. Autor licznych prac naukowych dotyczących przeprowadzania metaanaliz. Jego zainteresowania badawcze dotyczą głównie wykorzystania analiz statystycznych w edukacji, ewaluacji, polityki opartej na dowodach (ang. evidence-based policymaking) oraz problematyki równości w edukacji.
W publikacji z 1981 r. zaproponował nową miarę wielkości efektu tzw. g Hedgesa. W 2018 r. otrzymał Nagrodę Yidana za „promowanie najlepszych praktyk w zakresie syntezy badań edukacyjnych”.

## Ważniejsze dzieła
- Hedges, L. V., Chiu, M., Chaney, B., & Kirkendall, N. (2022). A Vision and Roadmap for Education Statistics. Washington, DC: The National Academies Press.
- Hedges, L. V. & Schneider, B. (Eds.) (2005). The Social Organization of Schooling. New York: The Russell Sage Foundation.
- Cooper, H. M. & Hedges, L. V. (Eds.) (1994). The Handbook of Research Synthesis. New York: The Russell Sage Foundation.
- Draper, D., Gaver, D. P., Goel, P. K., Greenhouse, J. B., Hedges, L. V., Morris, C. N., Tucker, J. R., & Waternaux, C. (1993). Combining Information: Statistical Issues and Opportunities for Research. Washington, D.C.: American Statistical Association.
- Cook, T., Cooper, H. M., Cordray, D., Hedges, L. V., Light, R. J., Louis, T., & Mosteller, F. (1991). Meta-Analysis for Explanation. New York: The Russell Sage Foundation.
- Hedges, L. V., Shymansky, J. A., & Woodworth, G. (1989). A Practical Guide to Modern Methods of Meta-Analysis. Washington, D.C.: National Science Teachers Association.
- Hedges, L. V. & Olkin, I. (1985). Statistical Methods for Meta-Analysis. New York: Academic Press.